# Allan do Carmo
Allan Lopes Maméde do Carmo (Salvador, 3 de agosto de 1989) é um ex-nadador brasileiro de maratona aquática. Ao longo de sua carreira, conquistou uma copa do mundo de maratonas aquáticas, participou de duas edições dos Jogos Olímpicos e é recordista de títulos da tradicional Travessia Itaparica-Salvador.

## Trajetória esportiva
Começou a nadar aos sete anos, quando o pai o matriculou em uma escola para praticar judô e natação; não gostou do judô e dedicou-se à natação. Foi convidado pelo professor para integrar a equipe competitiva, passando a treinar diariamente, dedicando-se às provas de longa distância e à maratona aquática.
Foi bicampeão do Campeonato Sul-Americano Juvenil, nos 10 quilômetros, em 2005 e 2007; campeão dos Jogos Sul-Americanos de 2006, nos 5 quilômetros; e vice-campeão brasileiro em 2006.
Nos Jogos Pan-Americanos de 2007, no Rio de Janeiro, conquistou a medalha de bronze.

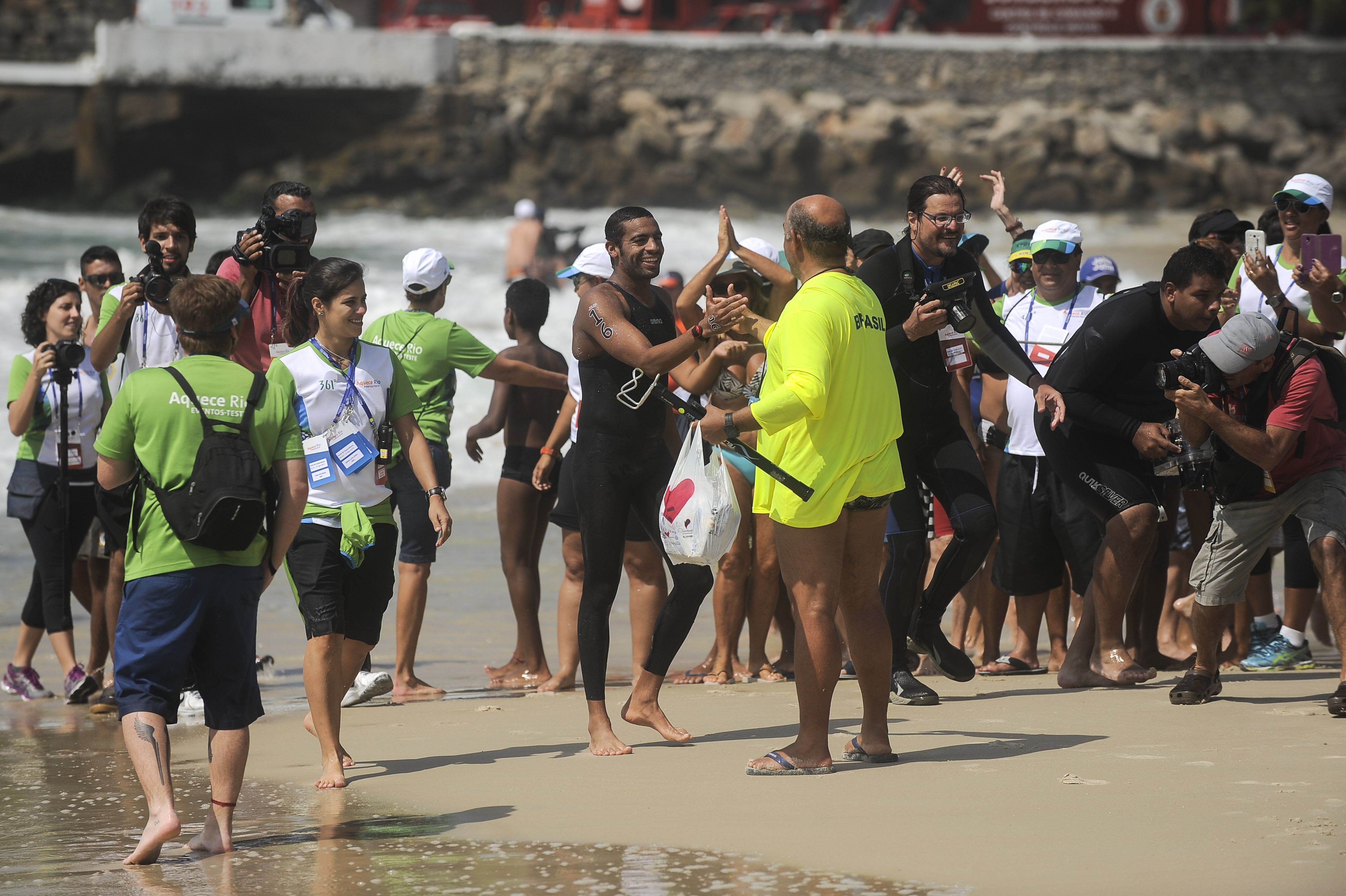
Allan do Carmo vence competição internacional de maratona aquática em evento-teste para os Jogos Olímpicos Rio 2016, na praia de Copacabana (Fernando Frazão/Agência Brasil)

Participou dos Jogos Olímpicos de 2008 em Pequim, alcançando o 14º lugar na maratona de 10 quilômetros.
No Campeonato Pan-Pacífico de Natação de 2010, em Irvine, ficou na quarta colocação na maratona de 10 quilômetros.
No Mundial de Natação de 2011 em Xangai, terminou em sexto lugar na maratona de 25 quilômetros, e em 50º lugar na maratona de 10 quilômetros.
Nos Jogos Pan-Americanos de 2011 em Guadalajara, ficou em sétimo lugar na maratona de 10 quilômetros.
No Campeonato Mundial de Esportes Aquáticos de 2013 em Barcelona, terminou na sétima posição na prova da maratona aquática de 10 quilômetros. Depois, na prova de equipe mista de 5 quilômetros, ganhou a medalha de bronze, junto com Samuel de Bona e Poliana Okimoto. Também nadou a maratona de 25 quilômetros, onde terminou em quinto lugar, apenas três segundos atrás do campeão da prova.
Na Copa do Mundo de Maratonas Aquáticas de 2014, em Hong Kong, sagrou-se campeão mundial na maratona de 10 quilômetros, sendo o primeiro brasileiro a conquistar a marca internacional na modalidade masculina. Foi eleito o melhor nadador do mundo em maratonas aquáticas, junto à sua conterrânea, Ana Marcela Cunha.
No Campeonato Mundial de Esportes Aquáticos de 2015 em Kazan, na Rússia, terminou em nono lugar na maratona aquática de 10 quilômetros. Três dias depois, ganhou a medalha de prata na prova de equipe mista de 5 quilômetros. Em 1 de agosto, terminou em 16º lugar na prova da maratona aquática de 25 quilômetros.
Participou dos Jogos Olímpicos de 2016 no Rio, e ficou na 17ª colocação na maratona aquática, com o tempo de 1h53m16s.
Em dezembro de 2020, venceu pela quinta vez a travessia Mar Grande - Salvador, atualmente nomeada Travessia Itaparica-Salvador. Com esse título, Allan igualou-se com Lourival Quirino como recordistas em número de títulos da travessia.
Em 2022, Allan decidiu encerrar sua carreira de nadador. A última competição em que ele competiu foi a Travessia Itaparica-Salvador, terminando a prova na 4ª colocação.

### Principais conquistas[25]
- Medalha de bronze (10 km) nos Jogos Pan-Americanos de 2007 no Rio
- Medalha de ouro (5 km) nos Jogos Sul-Americanos de 2006 em Buenos Aires
- Medalha de ouro (10 km e revezamento misto) nos Jogos Sul-Americanos de 2014 em Santiago
- Vice-campeão (revezamento misto) mundial em 2015
- 3° colocado (revezamento misto) no mundial em 2013
- Campeão do circuito mundial em 2014
- Vice-campeão do circuito mundial em 2009 e 2015
- Cinco vezes campeão da travessia Mar Grande - Salvador